# سينثيا مورغان
سينثيا مورغان (بالإنجليزية: Cynthia Morgan)‏ هي كاتبة غنائية نيجيرية، ولدت في 23 سبتمبر 1991 في بنين في نيجيريا.

## وصلات خارجية
- سينثيا مورغان على موقع ميوزك برينز (الإنجليزية)